# Lymantria lucescens
Lymantria lucescens este o specie de molii din genul Lymantria, familia Lymantriidae, descrisă de Butler 1881 Conform Catalogue of Life specia Lymantria lucescens nu are subspecii cunoscute.